# Campeonato Europeo de velocidad por equipos masculinos
El Campeonato de Europa de velocidad por equipos masculinos es el campeonato de Europa de Velocidad por equipos organizado anualmente por la UEC. Se llevan disputando desde el 2010 dentro de los Campeonatos de Europa de ciclismo en pista.

## Palmarés
| Evento | Oro                                                                            | Plata                                                           | Bronce                                                                              |
| ------ | ------------------------------------------------------------------------------ | --------------------------------------------------------------- | ----------------------------------------------------------------------------------- |
| 2010   | Alemania · Maximilian Levy · Robert Förstemann · Stefan Nimke                  | Francia François Pervis Kévin Sireau Michaël D'Almeida          | Reino Unido Chris Hoy Jason Kenny Matthew Crampton                                  |
| 2011   | Alemania · René Enders · Robert Förstemann · Stefan Nimke                      | Francia François Pervis Kévin Sireau Mickaël Bourgain           | Polonia · Maciej Bielecki · Kamil Kuczyński · Damian Zieliński                      |
| 2012   | Alemania · Joachim Eilers · Tobias Wächter · Max Niederlag                     | Polonia · Maciej Bielecki · Kamil Kuczyński · Damian Zieliński  | Reino Unido Matthew Crampton Lewis Oliva Callum Skinner                             |
| 2013   | Alemania · René Enders · Robert Förstemann · Maximilian Levy                   | Francia François Pervis Michaël D'Almeida Grégory Baugé         | Rusia · Denís Dmítriev · Andrey Kubeev · Pavel Yakushevskiy                         |
| 2014   | Alemania · Tobias Wächter · Robert Förstemann · Joachim Eilers                 | Francia Kévin Sireau Michaël D'Almeida Grégory Baugé            | Rusia · Denís Dmítriev · Nikita Shurshin · Pavel Yakushevskiy                       |
| 2015   | Países Bajos · Nils van 't Hoenderdaal · Jeffrey Hoogland · Hugo Haak          | Polonia · Grzegorz Drejgier · Rafał Sarnecki · Krzysztof Maksel | Alemania · Max Niederlag · Robert Förstemann · Joachim Eilers · Maximilian Levy (q) |
| 2016   | Polonia · Maciej Bielecki · Kamil Kuczyński · Mateusz Rudyk · Mateusz Lipa (q) | Reino Unido Jack Carlin Ryan Owens Joseph Truman                | Alemania · Eric Engler · Robert Forstemann · Jan May                                |